# Salorno
Salorno (niem. Salurn) – miejscowość i gmina we Włoszech, w regionie Trydent-Górna Adyga, w prowincji Bolzano.
Liczba mieszkańców gminy wynosiła 3523 (dane z roku 2009). Język włoski jest językiem ojczystym dla 62,19%, niemiecki dla 37,43%, a ladyński dla 0,39% mieszkańców (2001).
W miejscowości jest przystanek kolejowy Salorno.